# Голанов, Иван Григорьевич
Иван Григорьевич Голанов (29 апреля [11 мая] 1890 — 1967, Москва) — лингвист, кандидат филологических наук, специалист в области морфологии современного русского языка, профессор кафедры русского языка (1944), заведующий кафедрой русского языка факультета русского языка и литературы Московского педагогического государственного университета (1951—1967).

## Биография
Родился Иван Григорьевич 28 апреля 1890 года. Поступил учиться на историко-филологический факультет Императорского Московского университета, который окончил в 1912 году, затем в 1913 году Иван Голанов занимался в Императорском Санкт-Петербургском университете у академика Алексея Александровича Шахматова. С 1919 года Иван Григорьевич Голанов был преподавателем во 2-м Московском государственном университете. 
Иван Григорьевич был учеником Дмитрия Николаевича Ушакова. В 1918—1920 годах Голанов был первым кто ввёл в 1-м Московском университете семинар по великорусской диалектологии.
Иван Григорьевич Голанов являлся членом Московской диалектологической комиссии при Отделении русского языка и словесности АН, с 1919 года был учёным секретарём и хранителем материалов Диалектологической комиссии, был редактором — редактировал труды Диалектологической комиссии (вып. 9—12). 
Подвергся репрессии, его арестовали 10 февраля 1934 года, был осуждён коллегией ОГПУ по статье 58-8-11 на 5 лет, отбывал свой срок в сибирском лагере (Сиблаг) совхозе «Берикульский». Был освобождён 9 ноября 1938 года, судимость снята 4 августа 1945 года, реабилитирован 26 октября 1964 года. С 1938 года, после освобождения Иван Григорьевич Голанов проживал в Можайске, Калуге, Шацке, Рязани. 
С 1944 года работал в Московском педагогическом государственном университете — профессор кафедры русского языка (1944), затем в 1951—1967 годах — заведующий кафедрой русского языка факультета русского языка и литературы, читал курсы по проблемам орфоэпии и орфографии, был разработчиком программы курса по фонетике и орфоэпии для учителей русского языка из-за рубежа.
Является автором научных трудов, среди которых: «Русский язык. Элементы русского языкознания» (1928), «Русская диалектология с введением в этнологию» (1929), «Очерки русской диалектологии» (1949), «Основные положения русской орфоэпии», (1960), «Морфология современного русского языка» (1965), «Об одной черте современного русского произношения» (1966) и другие.
Скончался Иван Григорьевич Голанов в городе Москве в 1967 году.